# Leming nearktyczny
Leming nearktyczny (Lemmus trimucronatus) – gatunek ssaka z podrodziny karczowników (Arvicolinae) w obrębie rodziny chomikowatych (Cricetidae).

## Zasięg występowania
Leming nearktyczny występuje w Ameryce Północnej i północno-wschodniej Azji zamieszkując w zależności od podgatunku:
- L. trimucronatus trimucronatus – północny Jukon, Terytoria Północno-Zachodnie, Nunavut, w tym wyspy Księcia Walii, Somerset, Króla Williama, Ziemia Baffina i Southampton oraz północna Manitoba (Kanada).
- L. trimucronatus alascensis – północne wybrzeże Alaski.
- L. trimucronatus chrysogaster – północno-zachodni Rosyjski Daleki Wschód na wschód do Półwyspu Czukockiego.
- L. trimucronatus harroldi – wyspa Nunivak (u wybrzeży Alaski).
- L. trimucronatus helvolus – południowy Jukon, północna Kolumbia Brytyjska i północno-zachodnia Alberta (Kanada).
- L. trimucronatus minusculus – południowo-zachodnia Alaska.
- L. trimucronatus nigripes – Wyspy Pribyłowa (u wybrzeży Alaski).
- L. trimucronatus phaiocephalus – wyspy Banksa i Wiktorii (kanadyjska część Archipelagu Arktycznygo).
- L. trimucronatus subarticus – północna Alaska.
- L. trimucronatus yukonensis – środkowa i południowo-wschodnia Alaska.

## Taksonomia
Gatunek po raz pierwszy zgodnie z zasadami nazewnictwa binominalnego opisał w 1825 roku szkocki przyrodnik John Richardson nadając mu nazwę Arvicola trimucronata. Holotyp pochodził z obszaru jeziora Point Lake, w dystrykcie Mackenzie, w Kanadzie. 
We wcześniejszych ujęciach systematycznych L. trimucronatus traktowany był jako synonimem L. sibiricus. Podgatunek chrysogaster może być synonimem alascensis, dlatego potrzeba dalszych badań. Autorzy Illustrated Checklist of the Mammals of the World rozpoznają dziesięć podgatunków.

### Etymologia
- Lemmus: norw. lemming „leming”[16].
- trimucronatus: łac. tri- „trój-”, od tres „trzy”[17]; mucronatus „spiczasty”, od mucro, mucronis „ostry punkt”[18].
- alascensis: Alaska, Stany Zjednoczone[19].
- chrysogaster: gr. χρυσος khrusos „złoto”; γαστηρ gastēr, γαστρος gastros „brzuch”[19].
- harroldi: Cyril Guy Harrold (1895–1929), amerykański ornitolog, podróżnik, kolekcjoner[9].
- helvolus: łac. helveolus lub helvolus „jasnożółty, żółtawy”, od helvus „jasnożółty”[19].
- minusculus: łac. minusculus „raczej mały”, zdrobnienie od minor „mniejszy”, forma wyższa od parvus „mały”[19].
- nigripes: łac. niger „czarny”; pes, pedis „stopa”, od gr. πους pous, ποδος podos „stopa”[19].
- phaiocephalus: gr. φαιος phaios „ciemny, brązowy”[20]; -κεφαλος -kephalos „-głowy”, od κεφαλη kephalē „głowa”[21].
- subarticus: łac. sub „pod, blisko”[22]; arcticus „północny, arktyczny”, od gr. αρκτικος arktikos „północny”, od αρκτος arktos „północ”[23].
- yukonensis: Jukon, Kanada[19].

## Morfologia
Długość ciała (bez ogona) 115–133 mm, długość ogona 11–18 mm; masa ciała 51–90 g (maksymalny ciężar w laboratorium wynosił 131,4 g); samice są o 1,6% mniejsze od samców. 

## Biologia
Zamieszkuje tundrę arktyczną i subarktyczne piętro alpejskie gór, powyżej linii drzew. Zwierzęta te żywią się wrzosami, wełnianką i zbożami (latem), lub mchami (zimą). Dieta lemingów brunatnych zmienia się z porami roku, gdyż gryzonie te jedzą wyłącznie świeże rośliny.

## Populacja
Jest uznawany za gatunek najmniejszej troski. Jego liczebność podlega wahaniom z okresem 3–4 lat, jej gęstość zmienia się od mniej niż 1 osobnika na hektar do 150–200 os./ha w szczycie. Gryzonie te nie migrują masowo, jak występujący w Europie leming norweski.